# Flávio Canto
Flávio Canto (n. 16 aprilie 1975, Oxford, Anglia, Regatul Unit) este un judocan ce a reprezentat Brazilia, medaliat olimpic. A participat la 2 ediții ale Jocurilor Olimpice (1996, 2004) în care a câștigat 1 medalie de bronz.